# 辛格爾島
69°48′S 68°36′E / 69.800°S 68.600°E
辛格爾島（英語：Single Island）是南極洲的島嶼，位於麥克羅伯特森地，處於蘭頓岬以南26公里的阿梅里冰架西側，由澳大利亞探險隊繪入地圖，現時由南極條約體系管理。